# Полтавсько-Харківське селянське повстання
Полтавсько-Харківське селянське повстання  — повстання українських селян Полтавської і Харківської губерній проти поміщиків і влади Російської імперії, що відбулося в 1902 році. Причиною повстання було масове безземелля селян, обтяжливі викупні платежі, велика кількість податків, жорстока поміщицька експлуатація селян де-факто з окремими елементами панщини. Ці обставини були штучно створені пропоміщицькою політикою уряду Російської імперії, який бачив у поміщиках свою опору. Відомості про повстання розійшлися по всій Україні, в тому числі й на ті території, які були під владою Австро-Угорської імперії, що й спричинило аналогічні повстання селян і страйки робітників.
Важке становище селянства значно погіршилося після неврожаю 1901 року. Значний вплив на селян здійснювала просвітницька діяльність українських громадських організацій, зокрема партій. Безпосереднім приводом до повстання було небажання поміщиків і російських урядовців відпустити селянам матеріал для засіву земельних ділянок. 12 березня 1902 року селяни напали на економію крупного поміщика в Карлівці Полтавської губернії, що й стало початком повстання. Після цього селянські виступи стрімко охопили велику кількість сіл Костянтиноградського повіту.
У кінці березня — на початку квітня повстанський рух поширився на Валківський та Богодухівський повіти Харківської губернії. Загалом, у повстанні брало участь 19 волостей, що мали населення 160 тисяч людей. Було розгромлено 105 поміщицьких економій та садиб, наприклад в Полтавській губернії — 79, а в Харківській — 26. Російський уряд направив проти повсталих селян дев'ять батальйонів піхоти і десять козачих сотень. Як наслідок, повстання українських селян було жорстоко придушене російськими каральними загонами. Загалом 960 повстанців притягнено до суду, а 836 учасників повстання було засуджено до різних термінів тюремного ув'язнення. Імператор Російської імперії Микола II видав указ, за яким повсталі селяни мали заплатити поміщикам відшкодування у розмірі 800 тисяч карбованців.